# Ретамилья
Ретамилья (исп. Retamilla) — река на севере Чили. Протекает в регионе Тарапака, левый приток реки Тана.
Берёт своё начало в Андах. Течёт с запада на восток, впадает в Тану в 22 км от устья. Длина реки составляет 125 км, площадь бассейна — 1032 км².
Река расположена в так называемой 1-й гидрографической зоне (наиболее засушливой). Значительная часть реки протекает по территории пустыни Атакама. Основным источником питания реки являются высокогорные дожди. Почвы вокруг реки илистые с гравийными отложениями.